# Mihail Bucur (delegat)
Mihail Bucur (n. 1858, Reghin jud. Mureș - d. 17 aprilie 1928, Reghin jud. Mureș ) a fost un delegat al Societății culturale a meseriașilor români din Reghin la Marea Adunare Națională de la Alba Iulia.

## Biografie
Mihail Bucur a urmat studiile Școlii primare confesionale greco-catolice din Reghin. A practicat meseria de rotar.

## Activitatea politică
A fost membru al P.N.R., membru în direcțiunea Băncii populare „Cerbul” – Reghin și al P.N.Ț., din 1926.